# Химна Гибралтара
Химна Гибралтара је национална химна британске прекоморске територије Гибралтара. Заједно са Уједињеним краљевством, крунским поседима и другим британским територијама, званична државна химна јој је Боже, чувај краљицу!. Химна Гибралтара је национална химна, а изабрана је на такмичењу 1994. године. Текст и музику је саставио Питер Емберли, који није са Гибралтара.  
Химна се изводи сваког 10. септембра од стране народа при годишњем пуштању црвено-белих балона на Дан државности Гибралтара.

## Текст
| Енглески оригинал | Српски превод |
| --- | --- |
| Gibraltar, Gibraltar, The Rock on which I stand, May you be forever free, Gibraltar, my own land. Mighty pillar, Rock of splendour, Guardian of the sea, Port of hope in times of need, Rich in history. Gibraltar, Gibraltar, The Rock on which I stand, May you be forever free, Gibraltar my own land. God give grace to this our homeland, Help us to live as one, Strong in freedom, Truth and justice, Let this be our song. Gibraltar, Gibraltar, The Rock on which I stand, May you be forever free, Gibraltar! Gibraltar! My own land! | Гибралтар, Гибралтар, Стена на којој стојим, Буди заувек слободан, Гибралтар, земљо моја. Моћни стуб, Драги камен, Чувар мора, Лука наде у право време, Богата историја. Гибралтар, Гибралтар, Стена на којој стојим, Буди заувек слободан, Гибралтар, земљо моја. Боже благослови ову нашу домовину, Учини да живимо у јединству, Јаки у слободи, Истини и правди, Нека ово буде наша песма. Гибралтар, Гибралтар, Стена на којој стојим, Буди заувек слободан, Гибралтар, земљо моја! |